# Atletica leggera ai Giochi della XXVII Olimpiade - Staffetta 4×100 metri maschile

Video della Finale

La staffetta 4×100 metri ha fatto parte del programma di atletica leggera maschile ai Giochi della XXVII Olimpiade. La competizione si è svolta nei giorni 29-30 settembre 2000 allo Stadio Olimpico di Sydney.

## Presenze ed assenze dei campioni in carica
| Competizione         | Atleta        | Prestazione | Sydney 2000 |
| -------------------- | ------------- | ----------- | ----------- |
| Olimpiadi 1996       | Canada        | 37”69       | Presente    |
| Commonwealth 1998    | Inghilterra   | 38”20       | [ E 1 ]     |
| Goodwill Games 1998  | Stati Uniti   | 37”90       | Presenti    |
| Europei 1998         | Gran Bretagna | 38”52       | Presente    |
| Coppa del mondo 1998 | Gran Bretagna | 38”09       | Presente    |
| Asiatici 1998        | Giappone      | 38”91       | Presente    |
| Panamericani 1999    | Brasile       | 38”18       | Presente    |
| Africani 1999        | Nigeria       | 38”56       | Presente    |
| Mondiali 1999        | Stati Uniti   | 37”59       | Presenti    |

1. ↑  Ai Giochi l'Inghilterra non gareggia come nazione a sé stante, ma sotto la bandiera della Gran Bretagna.

## Finale
Stadio Olimpico, sabato 30 settembre, ore 20:05.
| Pos | Paese       | Squadra                                                                  | Tempo |
| --- | ----------- | ------------------------------------------------------------------------ | ----- |
|     | Stati Uniti | Jon Drummond Bernard Williams Brian Lewis Maurice Greene                 | 37"61 |
|     | Brasile     | Vicente de Lima Édson Ribeiro Andrei da Silva Claudinei da Silva         | 37"90 |
|     | Cuba        | José Angel Cesar Luis Alberto Pérez-Rionda Iván García Freddy Mayola     | 38"04 |
| 4   | Giamaica    | Lindel Frater Dwight Thomas Christopher Williams Llewelyn Bredwood       | 38"20 |
| 5   | Francia     | Frédéric Krantz David Patros Christophe Cheval Needdy Guims              | 38"49 |
| 6   | Giappone    | Shigeyuki Kojima Koji Ito Shingo Suetsugu Nobuharu Asahara               | 38"66 |
| 7   | Italia      | Francesco Scuderi Alessandro Cavallaro Maurizio Checcucci Andrea Colombo | 38"67 |
| 8   | Polonia     | Marcin Nowak Marcin Urbaś Piotr Balcerzak Ryszard Pilarczyk              | 38"96 |

## Fonte
- Sports reference, su sports-reference.com. URL consultato il 19 maggio 2013 (archiviato dall'url originale il 9 maggio 2009).